# Barrage de Tilesdit
 (juillet 2022).
Si vous disposez d'ouvrages ou d'articles de référence ou si vous connaissez des sites web de qualité traitant du thème abordé ici, merci de compléter l'article en donnant les références utiles à sa vérifiabilité et en les liant à la section « Notes et références ».
 (juin 2024).
La mise en forme du texte ne suit pas les recommandations de Wikipédia : il faut le « wikifier ».
Les points d'amélioration suivants sont les cas les plus fréquents. Le détail des points à revoir est peut-être précisé sur la page de discussion.
- Les titres sont pré-formatés par le logiciel. Ils ne sont ni en capitales, ni en gras.
- Le texte ne doit pas être écrit en capitales (les noms de famille non plus), ni en gras, ni en italique, ni en « petit »…
- Le gras n'est utilisé que pour surligner le titre de l'article dans l'introduction, une seule fois.
- L'italique est rarement utilisé : mots en langue étrangère, titres d'œuvres, noms de bateaux, etc.
- Les citations ne sont pas en italique mais en corps de texte normal. Elles sont entourées par des guillemets français : « et ».
- Les listes à puces sont à éviter, des paragraphes rédigés étant largement préférés. Les tableaux sont à réserver à la présentation de données structurées (résultats, etc.).
- Les appels de note de bas de page (petits chiffres en exposant, introduits par l'outil «  Source ») sont à placer entre la fin de phrase et le point final[comme ça].
- Les liens internes (vers d'autres articles de Wikipédia) sont à choisir avec parcimonie. Créez des liens vers des articles approfondissant le sujet. Les termes génériques sans rapport avec le sujet sont à éviter, ainsi que les répétitions de liens vers un même terme.
- Les liens externes sont à placer uniquement dans une section « Liens externes », à la fin de l'article. Ces liens sont à choisir avec parcimonie suivant les règles définies. Si un lien sert de source à l'article, son insertion dans le texte est à faire par les notes de bas de page.
- La présentation des références doit suivre les conventions bibliographiques. Il est recommandé d'utiliser les modèles {{Ouvrage}}, {{Chapitre}}, {{Article}}, {{Lien web}} et/ou {{Bibliographie}}. Le mode d'édition visuel peut mettre en forme automatiquement les références.
- Insérer une infobox (cadre d'informations à droite) n'est pas obligatoire pour parachever la mise en page.

Pour une aide détaillée, merci de consulter Aide:Wikification.
Si vous pensez que ces points ont été résolus, vous pouvez retirer ce bandeau et améliorer la mise en forme d'un autre article.
 (juin 2024).
Le contenu est difficilement compréhensible vu les erreurs de traduction, qui sont peut-être dues à l'utilisation d'un logiciel de traduction automatique.
Le barrage de Tilesdit est un barrage de type remblai. Il est situé dans la partie septentrionale centrale de l’Algérie, à 18 km à l’est de la ville de Bouira. Le site du barrage est à 4 km de la route nationale N5 Alger – Constantine. En aval, à 7 km du site, on signale la confluence de l'oued Eddous avec Zaiane avec la formation de l'oued Sahel.
C’est un barrage mis en service à la fin de l’année 2005. La retenue a une capacité totale maximale de 167 millions de m3. Elle permet de réguler l'écoulement de l’oued Eddous pour alimenter en eau potable la population de la wilaya de Bouira (695 583 habitants en 2008, ainsi que la zone industrielle de Sidi Khaled et El Hachimia. Cette retenue sert également à irriguer les plateaux d'El-Esnam (2 200 ha) et la vallée du Sahel (3 400 ha). Certaines wilayas qui l'entourent, comme Bordj Bou Arreridj et M'Sila,, sont aussi desservies.

## Historique de réalisation du barrage
Le barrage de Tilesdit a été réalisé par l’avenant n° 1 du marché n° 157/ANB/SM/93 relatif à la construction du barrage signé entre l’ANB et « SELKHOZPROMEXPORT » le 3 octobre 1993, le chantier a été transféré au mois de novembre 1993 a l’entreprise « ZARUBEZZHVODSTROY », Russie, sans changer l’ensemble des clauses contractuelles entre le ministère des Ressources en eau de la RADP et l’entreprise. Initialement, en septembre 1997, l’entreprise a entamé les travaux de construction et les finalisé en 2004.
D’après l’importance de ses ouvrages, de la hauteur de la digue, du milieu géologique de la fondation, de l’existence de beaucoup de localités, de routes à l’aval, l’ouvrage de Tilesdit est classé de gros travaux.

## Structure géologique
Sur le plan géologique, la région se trouve dans la partie moyenne du domaine de plissement mésozoïque - cénozoïque qui renferme les chaines montagneuses de la Grande Kabylie et de l’Atlas tellien dans le trait distinctif est la présence des systèmes de nappes miocènes chevauchées dans la direction sud. La composition lithologique des formations déluviales et proluviales est hétérogène, argiles et limons argileux avec l’inclusion de la roches mères.

## Hydrogéologie
D’après la nature d’alimentation, l’étendu et la décharge des eaux souterraines fait distinguer les nappes aquifères et les complexes. La couche aquifère est relie hydrauliquement aux eaux souterraines des dépôts déluviaux – proluviaux et les roches- mères de l’aquitanien Le niveau des nappes d’eau souterraine varie en fonction du régime hydrologique des cours d’eau à son tour, dépend des précipitations atmosphériques et conditionné par la structure géologique, la composition et la nature de la roche mère. Alors que l’amplitude des variations du niveau de la nappe souterraine du bassin de barrage TILESDIT est de 1,5 à 2.5m, le coefficient d’infiltration des terrains sous-sol varient de 3 à 60 m/jour. Les eaux infiltré sont généralement douces, peu minéralisées, chlorurées, sodiques et magnésiennes sodiques.

## Géomorphologie et topographie du bassin
Dans la zone du barrage, la vallée de l’oued Eddous qui porte le nom de Sahel à la direction sub latitudinale fait partie du plateau limité par la chaine montagneuse du Djurdjura et la crête de Biban au sud est le seul territoire favorable sur l’oued Eddous permettant la formation d’une retenue avec un volume utile de 60 millions m3. La morphologie de la vallée dans cette zone est conditionnée par les affluents des rives gauche et droite, son bassin caractérise par la rive gauche affouillée, avec les pentes raides et la rive droite douce avec le lit majeur et la première terrasse pratiquement aplanis. Dans le site du barrage la largeur de la vallée de l’oued est de 80 m, en aval, dans le secteur de confluence avec l’oued Barbar, la vallée s’élargi jusqu’à 3-4Km.